# Boothiahalvön

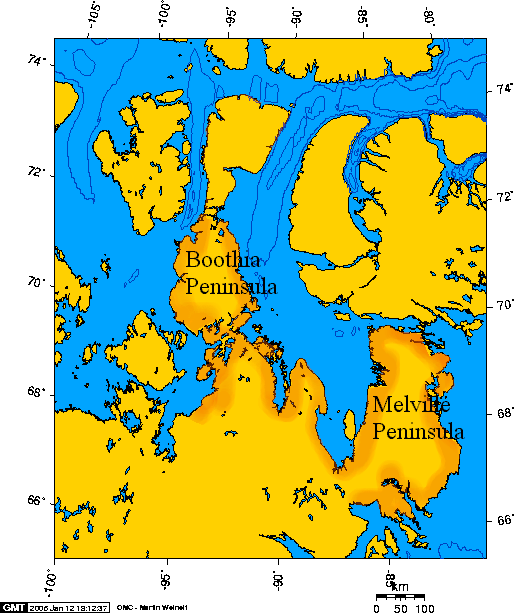
Boothia- och Melville-halvöarna, Nunavut, Kanada.

Boothiahalvön är en halvö i Nunavut, Kanada, söder om Somersetön. På den nordliga delen av halvön, Murchisonhalvön,  finns Kanadas och därmed också det Nordamerikanska fastlandets nordligaste punkt. Boothiahalvön är 32 330 km² stor; näset som förenar det med kontinenten är mindre än 2 km brett på det smalaste stället.
Halvön namngavs av den skotske utforskaren John Ross 1829, efter Felix Booth, en affärsman som finansierade Ross andra forskningsexpedition. Den kallades då 'Boothia Felix, "det lyckliga Boothia" med en vits på Booths förnamn, men det skrytsamma namnet ändrades under senare hälften av 1900-talet till Boothia Peninsula.